# Championnat de France de basket-ball 1950-1951
Navigation
1949-1950 1951-1952
La saison 1950-1951 du championnat de France de Basket-Ball de Nationale est la 29e édition du championnat de France masculin de basket-ball. Elle est remportée par le Racing Club de France.

## Présentation
Seize équipes sont regroupées en deux groupes.
La saison régulière se déroule du 7 octobre 1950 au 1er avril 1951, chaque équipe rencontre les autres équipes du même groupe en match aller-retour.
Les premiers de chaque groupe sont qualifiés pour la finale
Le meilleur marqueur du championnat est de nouveau François Nemeth avec un total de 341 points (Moyenne de 24,4)

## Équipes participantes
Groupe A
- Club Sportif Municipal d'Auboué
- Avia Club
- Jeanne D'Arc de Ménilmontant
- Football Club de Montbrison
- Paris Université Club
- Stade français
- ASPO Tours
- Association Sportive de Villeurbanne Éveil Lyonnais

Groupe B
- Association Sportive des Cheminots de l'Ouest de Paris
- Enfants de la Valserine de Bellegarde
- Championnet Sports
- Stade Clermontois
- Hirondelles des Coutures
- Rupella la Rochelle
- Association Sportive de Monaco
- Racing Club de France

## Classement final de la saison régulière
La victoire rapporte 3 points, le match nul 2 points, la défaite 1 point. En cas d'égalité, les clubs sont départagés au point-average particulier 